# Agripina de Eslavonia
Agrippina Rostislavna o Gryfina de Halych (c. 1248 - entre 1305 y 1309), mayormente registrada como Agrippina de Eslavonia, fue una princesa de Cracovia, miembro de la casa dinastica Rurikovichi, descendiente de los Rurik y Gran duquesa consorte de Polonia, por su matrimonio con Leszek II el Negro en 1265.

## Biografía
Ella era hija de Rostislav Mijaílovich (1225-1262) Príncipe de Halych, y su esposa Ana de Hungría (1226-c 1270), hija de Bela IV de Hungría. La hermana de Agripina era Cunegunda, que se casó con Otakar II de Bohemia y fue la madre de Wenceslao II de Bohemia. Después de perder el trono de Halych, Rostislav huyó a Hungría y fue recibido en la corte del rey Bela IV. Rostislav se casó con la hija de Béla IV, Ana, y se le concedió la administración de la región de Eslavonia, una de las regiones más importantes del reino medieval húngaro.
Agripina nació en Hungría, donde se crio con sus hermanas. En 1265, a la edad de diecisiete, ella se casó con Leszek, hijo de Casimiro I de Cuyavia, estaba en 1265. La boda fue organizada por Boleslao V el Casto. Entre 1271 y 1274 los cónyuges se separaron, Agripina había acusado públicamente a su marido de impotencia. Leszek buscó tratamiento, pero el matrimonio permaneció sin hijos. Después de cuatro años, Boleslao V forzó una reconciliación entre los cónyuges.
Durante la revuelta contra su marido en 1285, Agripina se refugió en Wawel bajo el cuidado de los ciudadanos. Durante la tercera incursión tártara de 1287 escapó con su esposo a Hungría, donde vivían muchos de sus familiares. Tras la muerte de su marido en 1288, su sobrino Wenceslao II de Bohemia reclamó Polonia, porque su tía había sido reina consorte de Polonia. Agrippina se retiró al monasterio de las Clarisas en Stary Sącz. La Priora era la hermana de su madre, Cunegunda, la viuda de Boleslao el Casto. Después de la muerte de Cunegunda, Agripina tomó el título de abadesa.
En 1300, visitó Bohemia y cuidó de Isabel Riquilda de Polonia, hija de Premislao II y prometida de su sobrino, Wenceslao, desde la muerte de su primera esposa Judith de Habsburgo. Agripina murió entre 1305 y 1309, muy probablemente en 1309. Está enterrada en el monasterio de Santa Inés en Praga.